# Pattonomys semivillosus
Pattonomys semivillosus és una espècie de mamífer rosegador de la família de les rates espinoses. Viu al nord de Colòmbia i Veneçuela. Probablement es tracta d'un animal nocturn i s'alimenta de fruita i llavors. Els seus hàbitats naturals són els boscos de galeria, boscos espinosos, boscos secs, els llanos i, rarament, la jungla. És una espècie en risc mínim, és a dir, no sembla que hi hagi cap amenaça significativa per a la seva supervivència.